# Sciadotenia paraensis
Sciadotenia paraensis là một loài thực vật có hoa trong họ Biển bức cát. Loài này được (Eichler) Diels miêu tả khoa học đầu tiên năm 1910.